# Старый Ачхой
Старый Ачхой (чечен. Іашхой-Кӏуотар) — село в Ачхой-Мартановском районе Чеченской Республики. Административный центр Старо-Ачхойского сельского поселения.

## География
Село расположено по обоим берегам реки Ачху, в 9 км к юго-востоку от районного центра Ачхой-Мартан и в 44 км к юго-западу от Грозного.
Ближайшие населённые пункты: Бамут на западе, Ачхой-Мартан на северо-западе, Катыр-Юрт на северо-востоке и Янди на востоке.

## История
В 1846 году к северу от Старого Ачхоя было построено Староачхоевское военное укрепление, ставшее форпостом крепости Ачхой, являвшейся частью Кавказской пограничной линии.
В период с 1944 по 1958 год, после выселения местного населения и ликвидации Чечено-Ингушской АССР, село носило название Кизилово. Историческое название было возвращено в 1958 году, после восстановления Чечено-Ингушской АССР.

## Население
| 1990 | 2002 | 2010 | 2012 | 2013 | 2014 | 2015 |
| ---- | ---- | ---- | ---- | ---- | ---- | ---- |
| 658  | ↗911 | ↗940 | ↗946 | ↘932 | ↘914 | ↘897 |
| 2016 | 2017 | 2018 | 2019 | 2020 | 2021 | 2023 |
| ↘875 | ↘862 | →862 | ↗870 | ↘868 | ↗895 | ↘891 |
| 2024 |      |      |      |      |      |      |
| ↘887 |      |      |      |      |      |      |